# Amescla
Amescla (Trattinnickia burseraefolia (Mart.) Willd.), ou amesclão, breu, breu-preto, breu-sucuruba, mangue, morcegueira, sucuruba, sucurubeira (AM)

## Características
Cerne e alburno pouco distintos, marrom-rosado-claro. Grã revessa, textura média e brilho moderado. Possui Madeira leve, com densidade a 12% de umidade de 520 Kg/m³ e densidade verde de 955 Kg/m³.
Secagem:
Rápida em estufa, apresentando tendência a rachaduras moderadas a fortes, e a encanoamento e torcimento moderadosm no programa de secagem 1.
Trabalhabilidade:
Fácil de serrar.  Moderadamente fácil de aplainar, apresentando surpefícies radiais ásperas.
Durabilidade: Dado não disponível.
Preservação: Cerne de difícil preservação e alburno moderadamente fácil de preservar, quando  tratados sob pressão.
Usos: Construção civil, caixas, engradados, móveis, divisórias e outros.